# Alberto de Oliveira
Antonio Mariano Alberto de Oliveira (Saquarema, Rio de Janeiro, Brasil, 28 d'abril de 1859 — Niterói, 19 de gener de 1937) va ser un poeta brasiler, que va pertànyer al moviment literari francès conegut com a parnassianisme. Va ser a més, professor de llengua i literatura portuguesa, farmacèutic, Director General d'Educació Pública de Rio de Janeiro, Membre Honorari d'ambdues Acadèmies de Ciències de Lisboa i de Lletres de Quito i un dels quaranta fundadors de l'Acadèmia Brasilera de Lletres.
Es va diplomar en magisteri i farmàcia i va estudiar medicina fins al tercer curs.
A part del terreny literari, de Oliveira també va destacar en la política del seu país al formar part del gabinet del govern antitotalitari del primer president de la provícia electe José Tomás da Porciúncula (1892-1894), amb la cartera de Director General d'Educació de Rio de Janeiro, equivalent a l'actual Secretaria d'Estat d'Educació. Després dels aixecaments i revoltes a favor i en contra de la proclamació de la República, va romandre en el càrrec durant el govern de Joaquim Maurício de Abreu (1894-1897).

## Obres
- Canções Românticas (1878)
- Meridionais (1884)
- Sonetos e Poemas (1885)
- Relatório do Diretor da Instrução do Estado do Rio de Janeiro (1893)
- Versos e Rimas (1895)
- Relatório do Diretor Geral da Instrução Pública (1895)
- Poesias (1900)
- Poesias, 2ª série (1905)
- Páginas de Ouro da Poesia Brasileira (1911)
- Poesias, 1ª série (1912)
- Poesias, 2ª série (1912)
- Poesias, 3ª série (1913)
- Céu, Terra e Mar (1914)
- O Culto da Forma na Poesia Brasileira (1916)
- Ramo de Árvore (1922)
- Poesias, 4ª série (1927)
- Os Cem Melhores Sonetos Brasileiros (1932)
- Poesias Escolhidas (1933)
- Póstuma (1944)